# Galate
Cet article concerne la langue galate. Pour le peuple galate, voir Galates. Pour les autres significations, voir Galates (homonymie).
Le galate est une langue celtique continentale hypothétique qui était parlée autrefois en Galatie en Asie Mineure (Turquie actuelle) du IIIe siècle av. J.-C. au IVe siècle.

## Historique
Les Galates font partie des peuples celtes, originaires d'Europe centrale, qui ont migré vers les Balkans puis traversé la Macédoine et gagné la Grèce. De là une partie d'entre eux, commandée par Lutérios et Léonorios, franchit l’Hellespont et arrive en Asie Mineure vers 278 av J.-C. à l’invitation du roi Nicomède Ier pour combattre Antiochos Ier, roi séleucide. Battus par ce dernier vers 275/274 av J.-C. les Galates s'installent sur les hauts plateaux anatoliens, à l'est de la Phrygie, région qui prend alors le nom de Galatie (capitale Ancyre, actuelle Ankara).

## La langue galate
Le galate est une langue celtique continentale contemporaine du gaulois (voire un dialecte de celui-ci). De cette langue, seules quelques gloses nous sont connues ainsi que quelques brefs commentaires chez les écrivains classiques et des noms sur des inscriptions. Cela représente un total d'environ 120 mots, principalement des noms de personne se terminant par -riks (cf. le gaulois -rix/-reix, le vieil irlandais righ, l'irlandais rí, le latin rex) « roi », et quelques-uns se terminant par -marus, datif -mari (cf. le gaulois -maros, le vieil irlandais már / mór, l'irlandais mór, le gallois mawr, le breton meur) « grand ». On dispose également de quelques noms de peuplades tels que Ambitouti (vieil irlandais imm-/umm- « environs » et tuath « tribu »).
Un terme lexical drunemeton (cf. gaulois nemeton « sanctuaire », vieil irlandais neimed « endroit sacré ») pourrait se traduire « sanctuaire de l'arbre » (l'Arbre du monde) selon X. Delamarre. Une autre interprétation en fait un sanctuaire druidique, sachant que le premier élément est le même que dans le mot gaulois druid- (dru-wid-) « druide ».
Saint Jérôme a mentionné le fait que « les Galates parlent la même langue que les Trévires ».
Saint Irénée, originaire de Smyrne, a été aidé dans son évangélisation de la Gaule parce que la langue locale des Allobroges était restée inter-compréhensible avec le galate, qu'il avait appris en raison de la proximité de cette province avec celle où il a passé sa jeunesse.

## Compléments